# El Rosario (Comayagua)
El Rosario (uit het Spaans: "De rozenkrans") is een gemeente (gemeentecode 0303) in het departement Comayagua in Honduras. El Rosario ligt ten westen van de berg Cima de la Joya.

## Geschiedenis
Op 1 januari 1539 schreef don Francisco de Montejo al aan koning Karel I van Spanje dat er rijke mijnen lagen op deze plek, dicht bij het toenmalige dorp Comayagua. In 1689 kreeg deze plaats de naam San Antonio de Opoteca. Het woord Opoteca betekent: "plaats met grote wegen." In hetzelfde jaar bouwden Spaanse architecten de kerk. In 1915 werd de naam van het dorp veranderd in El Rosario.

## Bevolking
De bevolking is als volgt verdeeld:
| Vrouwen | 15.188 | 49,5% |
| Mannen  | 15.499 | 50,5% |

## Dorpen
De gemeente bestaat uit dertien dorpen (aldea), waarvan de grootste qua inwoneraantal: El Rosario (code 030301), Concepción de Guasistagua (030304), San Francisco de Loma Larga (030311) en San Isidro (030312).